# Gare de Villeneuve-sur-Allier
Gare de Villeneuve-sur-Allier – przystanek kolejowy w Villeneuve-sur-Allier, w departamencie Allier, w regionie Owernia-Rodan-Alpy, we Francji.
Jest przystankiem kolejowym Société nationale des chemins de fer français (SNCF), obsługiwanym przez pociągi TER Bourgogne.

## Położenie
Znajduje się na wysokości 206 m n.p.m., na km 299,550 linii Moret – Lyon, pomiędzy stacjami Chantenay-Saint-Imbert i Moulins-sur-Allier.

## Usługi
Jest obsługiwany przez pociągi TER Bourgogne kursujące między Nevers, Moulins i Clermont-Ferrand.